# Or Yehuda

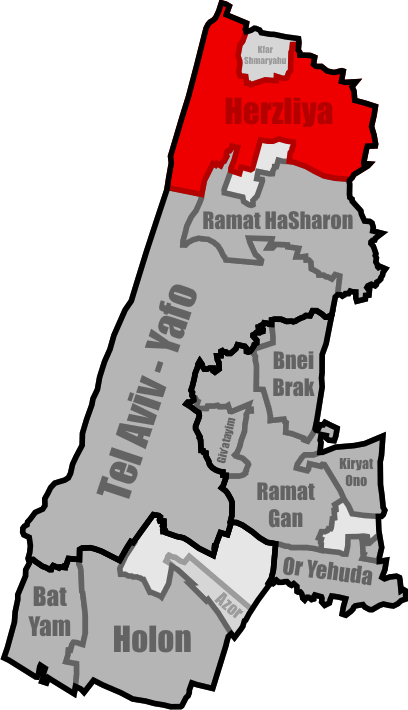
Localização de Herzliya no Distrito de Tel Aviv.

Or Yehuda (em hebraico:  אוֹר יְהוּדָה) é uma cidade de Israel, com 32.200 habitantes.